# Estádio Municipal Cláudio Rodante
O Estádio Claúdio Rodante, conhecido popularmente como Ninho da Águia, é um estádio desportivo localizado na cidade de Fernandópolis, São Paulo.

## História
Inaugurado em 25 de maio de 1953, com um amistoso entre as equipes do Fernandópolis Esporte Clube e Uchoa Futebol Clube. O Fernandópolis EC venceu por 3-2. Inicialmente o estádio se chamava "Amaral Furlan", nome este que permaneceu até 1963, quando o nome foi trocado para "John Fitzgerald Kennedy" homenageando-se assim o presidente dos Estados Unidos assassinado naquele ano. No começo, existia apenas um lance de arquibancadas, com capacidade para 4.000 pessoas. Do outro lado do campo, era comum as pessoas estacionarem caminhões e colocar cadeiras em cima das carrocerias para assistir os jogos.
Em 1978, houve a construção de mais um lance de arquibancadas, elevando a capacidade do estádio para 10.000 torcedores. Em 1981, houve a inauguração do sistema de iluminação artificial do estádio. Em 1987, acontece a mudança para o atual nome "Estádio Municipal Cláudio Rodante", homenageando o grande esportista fernandopolense, falecido naquele ano. Em 1995, houve mais uma ampliação do estádio para 14.560 lugares que hoje se tornaram 7.785 lugares pelas novas normas de demarcações.
A maior goleada da história do estádio aconteceu em duas oportunidades, ambas pelo Campeonato Paulista da Quarta Divisão de profissionais:
Em 10 de outubro de 1979, o Fernandópolis FC venceu o Itapira Atlético Clube por 6x0. Em 13 de agosto de 2000, o Fernandópolis FC venceu o CA Lençoense por 6x0. Em Julho de 2015, o Fernandópolis F.C. goleou o Osvaldo Cruz FC por 9 x 0, pela 16ª rodada do Campeonato Paulista da Segunda Divisão. 
Em partidas da categoria de juniores, a maior goleada do estádio foi em 12 de agosto de 2000 quando o Fernandópolis FC venceu a AA Votuporanguense por 11x1.